# Jakub Novotný
Jakub Novotný (wym. [ˈjakup ˈnovotniː]; ur. 20 kwietnia 1979 w Sokolovie) – czeski siatkarz,  grający na pozycji atakującego.
Po roku gry w lidze czeskiej wyjechał do Francji, gdzie grał przez cztery lata. W swojej karierze grał także trzy lata we Włoszech i rok w Grecji. W latach 2007–2011 grał w polskiej lidze, gdzie był zawodnikiem ZAKSY Kędzierzyn Koźle i Skry Bełchatów. Po dwunastu latach grania poza granicami swojego kraju Jakub zdecydował się na powrót do Czech. 22 maja 2011 podpisał trzyletni kontrakt z Jihostroj Czeskie Budziejowice. Przez wiele lat był podstawowym siatkarzem Reprezentacji Czech w piłce siatkowej. W maju 2013 r. zakończył karierę sportową. Obecnie jest prezesem czeskiego klubu siatkarskiego VK Karlovarsko.
Zbieżność nazwiska z innym siatkarzem, Markiem Novotným jest przypadkowa.

## Sukcesy klubowe
Liga francuska:
- 2002

Liga grecka:
- 2005

Klubowe Mistrzostwa Świata:
- 2009, 2010

Liga Mistrzów:
- 2010

Liga polska:
- 2010, 2011

Puchar Polski:
- 2011

Liga czeska:
- 2012
- 2013
- 2015

## Sukcesy reprezentacyjne
Mistrzostwa Europy Juniorów:
- 1998

Mistrzostwa Europy Kadetów:
- 1999

Liga Europejska:
- 2004